# Radionomy
Radionomy fue una plataforma belga gratuita empleada para la creación, trasmisión y escucha de emisoras en línea, conformada por la versión web y la versión para móviles. Así mismo ofrecía diferentes herramientas a los creadores de radio, proporcionando difusión directa e indirecta, herramientas de programación, almacenamiento de contenidos y una amplia biblioteca musical; Además de cubrir el pago de los derechos de autor.
Este servicio se financiaba por medio de publicidad insertada en los programas de radio, dos veces por hora.

## Compañía
Radionomy fue creada en septiembre del 2007 por Alexandre Saboundjian, Gilles Bindels, Cédric van Kan y Yves Baudechon, con sede en Bruselas (Bélgica). 
En el año 2008 fue presentada al público por primera vez en una conferencia de prensa en la Torre Eiffel en París. El 18 de septiembre de 2012 realizó un cambio en la naturaleza y la gestión de la radio, mostrando una nueva versión de la plataforma llamada G2, proporcionando mejores opciones para personalizar la radio.
Contó con unas 7000 estaciones de radio por Internet.
En enero de 2014 se anunció que Radionomy compró el reproductor de música Winamp y el servicio de streaming SHOUTcast de AOL utilizándolo para ofrecer una interfaz que ayude a programar las emisoras de radio.
En marzo de 2016 fue demandada por Sony Music, al haber presentado denuncia distintos cantantes americanos como Taylor Swift, por infrigir reglas del copyright, lo cual acarreó un pleito con la compañía americana. También a causa de esto, se impusieron sucesivos bloqueos a distintos países del mundo, privando a los oyentes de esos países poder oír las emisoras, hasta que se llegara a una solución con Sony.
La compañía tiene oficinas en París, Bruselas, Luxemburgo, Madrid, San Francisco, Frankfurt y Ámsterdam.
En noviembre de 2019 la compañía anunció el fin de las actividades de Radionomy y permitió que las radios que todavía se mantenían activas migraran al servicio para empresas de Shoutcast, con una suscripción gratuita de un año.  El 31 de diciembre de 2019, a las 14:30 horas, Radionomy suprimió todas las radios activas y apagó sus servidores, terminando así 11 años de webradios gratuitas.